# Fjällgräshoppa
Fjällgräshoppa (Melanoplus frigidus) är en art i insektsordningen hopprätvingar som tillhör familjen markgräshoppor. 
Fjällgräshoppan har en kroppslängd på 20 till 27 millimeter. Den förekommer i flera färgformer, från grönaktig till brunaktig eller gråaktig. Honan är större än hanen och har också tydligare rödfärgade bakben än denne.
I Sverige finns fjällgräshoppan bara i fjällregionen, främst på fjällhedar och i videsnåren nedanför dessa. Fortplantningen är anpassad till en kort sommar.